# Eduardo Moya Castillo
Eduardo Moya Castillo, kurz Edu Moya (* 3. Januar 1981 in Monesterio, Extremadura) ist ein ehemaliger spanischer Fußballspieler.

## Spielerkarriere
Edu Moya startete seine Karriere als Profifußballer beim spanischen Zweitligisten FC Extremadura. Als der Verein 2002 abstieg, verließ Edu Moya den Club nach zwei Jahren, um zum Erstliga-Absteiger CD Teneriffa zu gehen. Dort erspielte er sich einen Stammplatz, so dass ihn der Erstligist RCD Mallorca unter Vertrag nahm. Doch nach nur neun Einsätzen in der Saison 2003/2004 ging es für Edu Moya zurück nach Teneriffa.
Von 2006 bis 2008 spielte Edu Moya bei Recreativo Huelva. Im Sommer 2008 unterschrieb er einen Vertrag beim ambitionierten Zweitligisten Celta Vigo. Dort hatte er einen Stammplatz in der Abwehr und spielte mit seiner Mannschaft in der Saison 2008/09 um den Klassenverbleib. In der Spielzeit 2009/10 kam er nicht mehr zum Einsatz. Im Januar 2010 wechselte er zu Hércules Alicante. Dort viel er verletzungsbedingt lange aus und kam im weiteren Saisonverlauf nur auf einen Einsatz. Er hatte damit nur geringen Anteil am Aufstieg seines Teams. Im Sommer 2010 wurde sein Vertrag nicht verlängert. Edu Moya schloss sich Deportivo Xerez an, das in der Segunda División spielte. Er kam in der Saison 2010/11 nur auf acht Einsätze.
Von Juni 2011 bis März 2012 war Edu Moya ohne Verein, ehe ihn der norwegische Drittligist FK Fyllingsdalen verpflichtete. Im Sommer 2013 verließ er den Klub und wechselte zu Club Bolívar nach Bolivien. Dort kam er während der nächsten zwölf Monate auf elf Einsätze. Ab August 2014 war er erneut neun Monate ohne Klub. Im März 2015 heuerte er beim FC Lusitanos in Andorra an. Mit seiner neuen Mannschaft erreichte er am Ende der Saison 2014/15 die Vizemeisterschaft. Zur neuen Spielzeit kehrte er zu Recreativo Huelva zurück, das in der Segunda División B spielte. Dort wurde er im Laufe der Saison 2015/16 Stammspieler, verlor diesen Status im letzten Saisondrittel jedoch wieder. Im Sommer 2016 verließ er den Verein zu CP Cacereño in die Tercera División. Ein Jahr später wechselte er zu Delhi Dynamos FC nach Indien. Dort beendete er im Jahr 2018 seine Laufbahn.